# Поня
Поня — річка в Білорусі у Докшицькому районі Вітебської області. Права притока річки Березини (басейн Дніпра).

## Опис
Довжина річки 44,9 км, похил річки 0,4 %, площа басейну водозбору 503 км², середньорічний стік 3,4 м³/с;. Формується притоками та безіменними струмками.

## Розташування
Бере початок на південній околиці села Крипулі. Тече переважно на північний схід і на південній околиці села Бераспонне впадає в річку Березину, праву притоку річки Дніпра.